# Clarias nieuhofii
Clarias nieuhofii és una espècie de peix de la família dels clàrids i de l'ordre dels siluriformes.

## Morfologia
Els mascles poden assolir els 50 cm de llargària total.

## Distribució geogràfica
Es troba al Sud-est asiàtic.